# Karwakrol
Karwakrol – organiczny związek chemiczny, izomer tymolu o identycznych właściwościach farmakologicznych. Występuje w dużych ilościach w macierzance, lebiodce, tymianku i kminku. Jego obecność stwierdzono również w olejku z czarnuszki siewnej.
Działanie: pobudzające ośrodki naczynioruchowe, przyspieszające oddychanie, moczopędne, przeciwskurczowe, przeciwbólowe, przeciwrobacze, napotne, żółciopędne. Zastosowane miejscowo działają rozgrzewająco, przeciwbólowo, odkażająco. Niszczą bakterie ropne.